# Atari GT
Atari GT es una Placa de arcade creada por Atari destinada a los salones arcade.

## Descripción
El Atari GT fue lanzada por Atari en 1994.
El sistema tenía un procesador Morotola 68020. Con respecto al audio, este estaba a cargo del CAGE Audio System.
En esta placa funcionaron 2 títulos.

## Especificaciones técnicas

### Procesador
- Morotola 68020

### Audio
- CAGE Audio System

### Video
Resolución 336 x 240 pixeles

## Lista de videojuegos
- Primal Rage
- T-Mek